# Durubasa
Durubasa ist eine osttimoresische Aldeia im Suco Fatumasi (Verwaltungsamt Bazartete, Gemeinde Liquiçá). 2015 lebten in der Aldeia 41 Menschen.
Durubasa liegt im Norden des Sucos Fatumasi. Südwestlich liegt die Aldeia Legumea, südlich die Aldeia Bazartete und südöstlich die Aldeia Metir. Im Westen und Norden grenzt Durubasa an den Suco Lauhata.
Das Dorf Durubasa bildet keine geschlossene Siedlung, sondern besteht aus einzeln stehenden Häusern, die sich in der Aldeia verteilen. Das Ortszentrum liegt im Südwesten der Aldeia, die Kirche von Bazartete im Süden.
2023 wurde Emilio Xavier zum Chefe de Aldeia gewählt.